# Sollevamento pesi ai Giochi della XVI Olimpiade - Pesi massimi-leggeri
La competizione della categoria pesi massimi-leggeri (fino a 82,5 kg) di sollevamento pesi ai Giochi della XVI Olimpiade si è svolta il giorno 26 novembre 1956  al Royal Exhibition Building di Melbourne.

## Regolamento
La classifica era ottenuta con la somma delle migliori alzate delle seguenti 3 prove:
- Distensione lenta
- Strappo
- Slancio

Su ogni prova ogni concorrente aveva diritto a tre alzate.

## Risultati
| Pos.    | Atleta              | Nazione          | Peso Atleta | Totale | Distensione lenta | Distensione lenta | Distensione lenta | Strappo | Strappo | Strappo | Slancio | Slancio | Slancio |
| Pos.    | Atleta              | Nazione          | Peso Atleta | Totale | 1                 | 2                 | 3                 | 1       | 2       | 3       | 1       | 2       | 3       |
| ------- | ------------------- | ---------------- | ----------- | ------ | ----------------- | ----------------- | ----------------- | ------- | ------- | ------- | ------- | ------- | ------- |
| Oro     | Tommy Kono          | Stati Uniti      | 80,9        | 447,5  | 135.0             | 140.0             | 142.5             | 125.0   | 130.0   | 132.5   | 160.0   | 167.5   | 175.0   |
| Argento | Vasilij Stjepanov   | Unione Sovietica | 82,2        | 427,5  | 130.0             | 135.0             | 137.5             | 130.0   | 135.0   | 135.0   | 157.5   | 162.5   | 162.5   |
| Bronzo  | James George        | Stati Uniti      | 81,3        | 417,5  | 120.0             | 125.0             | 125.0             | 125.0   | 130.0   | 135.0   | 160.0   | 167.5   | 167.5   |
| 4       | Jalal Mansouri      | Iran             | 82,5        | 417,5  | 125.0             | 130.0             | 132.5             | 117.5   | 122.5   | 122.5   | 155.0   | 160.0   | 162.5   |
| 5       | Phil Caira          | Gran Bretagna    | 81,5        | 405,0  | 122.5             | 127.5             | 132.5             | 112.5   | 117.5   | 122.5   | 145.0   | 150.0   | 155.0   |
| 6       | Václav Pšenička Jr. | Cecoslovacchia   | 82,1        | 400,0  | 120.0             | 125.0             | 127.5             | 112.5   | 117.5   | 120.0   | 150.0   | 155.0   | 160.0   |
| 7       | Marcel Paterni      | Francia          | 81,7        | 395,0  | 125.0             | 130.0             | 132.5             | 110.0   | 115.0   | 117.5   | 140.0   | 145.0   | 147.5   |
| 8       | John Stanley Powell | Australia        | 81,8        | 382,5  | 110.0             | 115.0             | 120.0             | 107.5   | 112.5   | 117.5   | 145.0   | 145.0   | 155.0   |
| 9       | Willy Claes         | Belgio           | 80,5        | 357,5  | 107.5             | 112.5             | 112.5             | 107.5   | 112.5   | 115.0   | 137.5   | 137.5   | 145.0   |
| 10      | Muhammad Iqbal Butt | Pakistan         | 82,5        | 337,5  | 100.0             | 105.0             | 105.0             | 95.0    | 100.0   | 102.5   | 130.0   | 135.0   | 135.0   |